# Chemoreceptor Trigger Zone
La Chemoreceptor Trigger Zone (CTZ) è una zona del midollo allungato, che riceve input da ormoni e farmaci circolanti per via ematica e comunica col centro del vomito. La CTZ è posizionata in prossimità dell'area postrema sul pavimento del quarto ventricolo ed è al di fuori della barriera emato-encefalica. I neurotrasmettitori implicati nel controllo della nausea e del vomito includono in particolare:
- l'acetilcolina (recettori muscarinici),
- la dopamina (recettori D2),
- l'istamina (che agisce su recettori di tipo H1),
- la sostanza P (che attiva il recettore NK-1),
- la serotonina (con attivazione di recettori 5-HT3),
- i cannabinoidi (con attivazione dei recettori CB1).

Nella CTZ sono stati individuati anche recettori per gli oppioidi, verosimilmente anch'essi coinvolti, tramite stimolazione da parte di sostanze oppiacee, in meccanismi che portano alla nausea e al vomito. Per il fatto che la Chemoreceptor Trigger Zone è situata in una zona esterna alla barriera emato-encefalica, e comunque in una regione ove questa barriera risulta scarsamente sviluppata, alcuni farmaci, come la dopamina, che normalmente non possono entrare nel sistema nervoso centrale, sono in grado di determinare una stimolazione della CTZ.

## Significato evolutivo
La CTZ è posizionata nel midollo allungato, che, filogeneticamente, rappresenta la parte più antica del sistema nervoso.
Le forme di vita primordiali sviluppano un tronco cerebrale, o un cervello interno, e nulla di più. Questa parte del cervello è responsabile di alcuni semplici istinti e reazioni di sopravvivenza, come ad esempio l'istinto di girare la testa e guardare in corrispondenza della provenienza di uno stimolo uditivo. Il tronco encefalico è dove si trova il midollo, e quindi anche l'area postrema e la CTZ.
Forme di vita più evolute sviluppano un altro segmento del cervello, che include il sistema limbico. Questa zona del cervello è responsabile della produzione di emozioni e reazioni emotive a stimoli esterni, ed è anche significativamente coinvolta nel meccanismo della memoria e dei sistemi di ricompensa.
Le forme di vita più avanzate hanno sviluppato la corteccia cerebrale, che deve essere considerata la parte più recente del sistema nervoso. Questa zona del cervello è responsabile dell'elaborazione del pensiero critico e del ragionamento, ed è attivamente coinvolta nei processi decisionali.
È noto che una delle principali cause dell'intelligenza, in molte specie compreso l'uomo, è l'aumento del numero dei neuroni corticali nel cervello. La risposta emetica (il riflesso del vomito) è stata selezionata nell'evoluzione a scopo protettivo, e serve come salvaguardia contro un possibile avvelenamento del corpo. Questa risposta permette di veicolare tossine e molecole dannose al di fuori dell'organismo, ricorrendo al controllo e allo stimolo dei motoneuroni che agiscono sui muscoli del torace e del diaframma toracico per determinare l'espulsione del contenuto dello stomaco.